# John Allan Broun
John Allan Broun FRS (21 septembre 1817 - 22 novembre 1879) est un scientifique écossais qui s'intéresse au magnétisme, en particulier de la terre, et à la météorologie. Broun étudie à l'Université d'Édimbourg et travaille à l'observatoire de Makerstoun de 1842 à 1849 avant de déménager en Inde pour travailler dans le royaume de Travancore. Il poursuit ses études sur le géomagnétisme en Inde et participe à la mise en place d'observatoires là-bas en plus de gérer le musée Napier à Trivandrum. L'une des découvertes fondamentales qu'il fait est que la Terre perd ou gagne de l'intensité magnétique non pas localement, mais dans son ensemble. Il découvre également que l'activité solaire provoque des perturbations magnétiques.

## Jeunesse
Broun est né à Dumfries où son père dirige une école formant des étudiants souhaitant rejoindre la marine. Broun fait ses études à l'Université d'Édimbourg où il est influencé par James David Forbes. En 1842, on s'intéresse aux observations magnétiques et Thomas Brisbane établit un observatoire chez lui à Makerstoun, en Écosse et lorsqu'un directeur est recherché, Forbes recommande Broun qui y travaille de 1842 à 1849. Les observations que Broun fait à Makerstoun sont publiées dans les Transactions de la Royal Society of Edinburgh. Broun souffre de palpitations cardiaques, peut-être en raison d'une étude prolongée pendant la nuit. Il embauche ensuite John Welsh comme assistant. En 1850, il s'installe à Paris, épousant également Isaline Vallouy, fille d'un prêtre du canton de Vaud. Le colonel William Henry Sykes recommande Broun pour travailler en Inde en 1851 .

## Travail en Inde
À partir de 1852, Broun est directeur de l'observatoire de Trivandrum, à Thiruvananthapuram, en Inde. Thiruvananthapuram est la capitale de l'État indien du Kerala, mais c'est alors la capitale de l'État princier de Travancore, un territoire dans une alliance avec l'Inde britannique. L'observatoire a été fondé en 1836 par Swathi Thirunal Rama Varma, le Maharadjah de Tranvacore. Le premier directeur de l'observatoire est John Caldecott (1800-1849). L'observatoire fait maintenant partie de l'Université du Kerala et est l'un des plus anciens du genre en Inde. Les dirigeants de Tranvacore à l'époque de Broun sont Uthradom Thirunal (jusqu'en 1860) et son successeur Ayilyam Thirunal. Broun est envoyé pour étudier le géomagnétisme à une époque où la British Academy est intéressée à l'étudier à l'échelle mondiale. Trivandrum est proche de l'endroit où se trouve l'équateur magnétique à l'époque de Broun .
Broun observe des changements de pression à grande échelle à travers l'Inde entre Shimla et Madras  et une variation cyclique de la déclinaison magnétique ,,,. Broun, alors qu'il est encore en Inde, est élu membre de la Royal Society de Londres en 1853. Il construit également un observatoire sur Agastya Mala, le plus haut sommet de Travancore, et aide à fonder le musée et les jardins zoologiques. Il réalise une installation de magnétomètre bifilaire sur Agastyamalai entre 1855 et 1858 . Ce musée est ensuite démoli et remplacé par ce qu'on appelle aujourd'hui le musée Napier. Les jardins zoologiques d'origine survivent encore sous le nom de zoo de Trivandrum. Trivandrum. Broun souffre de surdité et de maladie en Inde, forçant un retour en Europe en 1860, puis retourne en Inde pour travailler pendant trois ans.

## Fin de carrière
Broun quitte définitivement l'Inde vers 1865, vivant à Lausanne, en Suisse, puis à Stuttgart, en Allemagne, avant d'arriver à Londres, en Angleterre, en 1873. Il travaille ensuite, avec une bourse de la Royal Society, sur l'analyse des observations magnétiques faites dans les stations coloniales . Il publie également des rapports sur les observatoires Makerstoun et Trivandrum. Il reçoit la médaille Keith de la Royal Society of Edinburgh et la médaille royale de la Royal Society en 1878 pour plus de 35 ans de travail sur le magnétisme et la météorologie .

## Sources
- Entrée pour John Allan Broun dans Dictionary of National Biography (1903)
- AM Clerke, Anita McConnell, Broun, John Allan (1817–1879), rév. Anita McConnell, Oxford Dictionary of National Biography, Oxford University Press, 2004
- Entrée pour Broun dans les détails des boursiers du catalogue de la bibliothèque et des archives de la Royal Society (consulté le 22 avril 2008)
- Histoire de l'Université, notamment l'Observatoire de l'Université, de l' Université du Kerala